# Shankill Butchers
Shankill Butchers è il nome di un gruppo di matrice lealista i cui membri, per la maggior parte, appartenevano all'Ulster Volunteer Force (UVF), noti per la violenza con cui difesero le tesi unioniste a Belfast tra il 1975 e il 1982. Il nome "macellai" è dato appunto dai metodi brutali che usavano per giustiziare le vittime, con un coltello da macellaio, dopo averle rapite.

## Storia
Lenny Murphy fondò il gruppo in carcere, dove stava scontando una condanna per omicidio. Quando fu scarcerato nel 1975, iniziò la sua attività, prima irrompendo nei pub cattolici per distruggere mobili e minacciando i clienti e, successivamente, aumentando il livello di aggressività nei confronti di chiunque fosse sospettato di simpatizzare con il repubblicanesimo. Le uccisioni indiscriminate si susseguirono per anni senza essere identificabili.
Nel 1977 un ragazzo che era stato dichiarato morto poté denunciare le sue azioni alla polizia e la maggior parte dei membri degli Shankill Butchers furono arrestati (ma non il loro capo). Gli ergastoli sono stati la condanna combinata di più anni nella storia britannica. In base all'accordo del Venerdì Santo, tuttavia, alcuni membri dell'organizzazione furono amnistiati.
La Provisional IRA ha assassinato Lenny Murphy nel 1982 e ha riconosciuto pubblicamente la responsabilità delle sparatorie. Secondo alcuni esperti, hanno ricevuto aiuto da un membro dell'Ulster Defence Association, che pensava che Murphy fosse andato troppo oltre. Quest'uomo è stato giustiziato in circostanze poco chiare.

## Membri
I membri più importanti del gruppo erano:
- Lenny Murphy (1952–1982)
- John Murphy (1950–1998)
- William Moore (1949–2009)
- Robert Bates (1948–1997)
- Sam McAllister (1955–)
- Benjamin Edwards (1951–)
- John Townsley (1961–)
- Norman Waugh (1952–)
- Arthur McClay (1953–)
- David Bell (1953–)
- Edward McIlwaine (1953–)
- Edward Leckey

## Azioni compiute
Di seguito sono elencate le azioni del gruppo che sono state processate dalla magistratura, sebbene alcune fonti aumentino il numero di morti nell'organizzazione.
- 2 ottobre 1975: omicidio di quattro lavoratori cattolici nell'impianto di imbottigliamento di Casey[3]
- 25 novembre 1975: prima vittima cattolica assassinata tagliandoli il collo dopo averla colpita gravemente[3]
- 30 novembre 1975: un membro della Ulster Volunteer Force fu ucciso a colpi di arma da fuoco per una discussione interna[3]
- 10 gennaio 1976: omicidio di un cattolico con un'arma da fuoco[4]
- 6 febbraio 1976: un giovane ucciso con il metodo del macellaio[4]
- 9 febbraio 1976: due morti protestanti che erano stati scambiati per una coppia cattolica[4]
- 23 febbraio 1976: un giovane pugnalato a morte dopo essere stato rapito
- 2 agosto 1976: un uomo picchiato a morte[4]
- 30 ottobre 1976: un cattolico ucciso con il metodo del macellaio[4]
- 20 dicembre 1976: un protestante ucciso a colpi d'arma da fuoco dopo una rissa di strada[4]
- 31 gennaio 1977: omicidio di un membro dell'Ulster Defense Association per motivi personali[5]
- 3 febbraio 1977: rapimento e accoltellamento di un giovane cattolico[5]
- 30 marzo 1977: omicidio di un uomo a Highfern Gardens[5]
- 10 aprile 1977: una bomba esplode in una parata cattolica, con un morto e diversi feriti[5]
- 10 maggio 1977: tentativo di omicidio di Gerard McLaverty, che sopravvisse e in seguito identificò gli aggressori
- 17 luglio 1982: omicidio di un protestante disabile[6]
- 29 agosto 1982: morte di un protestante sospettato di essere un informatore della polizia[6]
- 5 settembre 1982: avvelenamento di un membro dell'Ulster Volunteer Force per motivi personali[6]
- 24 ottobre 1982: ultima vittima del metodo del macellaio[6]